# Kultura miłogradzka

Orientacyjny zasięg kultury miłogradzkiej

Kultura miłogradzka – kultura archeologiczna okresu przedrzymskiego epoki żelaza zwana również kulturą podhorecką. Rozwijała się w VII–I wieku p.n.e. na terenach obecnej południowej części Białorusi oraz północno-zachodniej części Ukrainy, w dorzeczach rzeki Dniepr oraz Prypeć oraz na północ od Kijowa. 
Nazwa kultury wywodzi się od eponimicznego stanowiska w miejscowości Miłahrad w obwodzie homelskim. Jej rozwój przypadł na VII–I wiek p.n.e., a zakres obejmował dzisiejszy obwód homelski i częściowo obwody miński, brzeski i mohylewski oraz sąsiadującą z obwodem homelskim północno-zachodnią część Ukrainy.
Pod względem osadnictwa kultura miłogradzka dzieliła się na dwie grupy, skupiające się na obszarach w dorzeczach Dniepru i Prypeci. W grupie dnieprzańskiej osady były oddalone od siebie o 2–5 km na bardziej żyznym prawym brzegu Dniepru, na lewym – o 10 i więcej kilometrów. W dorzeczu bagnistej Prypeci na osady wybierano pagórki. Ludność kultury miłogradzkiej mieszkała w ziemiankach i domach o konstrukcji słupowej. Na osadę składało się kilka domostw, w pobliżu których wznoszono grody obronne, gdzie ludność chroniła  się w czasie konfliktów.
Podstawą egzystencji były rolnictwo i hodowla. Do pracy na roli używano żelaznych i bardziej powszechnych drewnianych narzędzi pracy. Ceramika miłogradzka miała okrągłe dno i była zdobiona ornamentami. Pochówki odbywały się na dwa sposoby. Z czasem obyczaj grzebania zanikł na rzecz palenia. Groby bogatszych i znaczących osobistości na wzór scytyjski były bogato wyposażone. W okolicach Homla znaleziono wyroby z brązu i żelaza, świadczące o prowadzeniu handlu z Europą Środkową. 
Przynależność etniczna ludności kultury miłogradzkiej pozostaje przedmiotem sporów badaczy. Niektórzy naukowcy identyfikują ją z plemionami Neurów wspomnianych w Historii Herodota. Inni widzą związki kulturowe z Bałtami, Scytami oraz kulturą lateńską. W nauce pojawiły się także hipotezy o tym, że ludność miłogradzka miała kilka cech prasłowiańskich, a nawet stanowiła podstawę dla rozwoju kultury zarubinieckiej, jednak bardziej prawdopodobne jest, że kultura miłogradzka przez jakiś czas współistniała na ziemiach południowej Białorusi i północno-zachodniej Ukrainy z kulturą zarubiniecką.